# Ogród Sielski
Ogród Sielski – park miejski w Krakowie, znajdujący się w Dzielnicy XVI Bieńczyce, w zachodniej części osiedla Na Lotnisku, przy ulicy Wacława Króla. Został zrealizowany jako jeden z tzw. „Ogrodów Krakowian – parków kieszonkowych” na obszarze o powierzchni 0,2 ha.

## Charakterystyka
Park został założony w 2018 roku i udostępniony do powszechnego użytkowania w październiku tego roku. Za motyw przewodni projektu Ogrodu Sielskiego przyjęto kulturę ludową. Kompozycja parku, jak również elementy małej architektury swoją formą nawiązują do folkloru. W tę konwencję wpisują się rabaty z roślinami ozdobnymi. W składzie gatunkowym występują tutaj m.in.: bodziszek wspaniały, czosnek olbrzymi, dzwonek skupiony, kalina koralowa, kocimiętka Faassena, lilak pospolity 'Massena', liliowiec ogrodowy 'Pink damask', naparstnica purpurowa, odętka wirginijska, ostróżka wyniosła, malwa różowa 'Double Scarlet', piwonia chińska 'Sarah Brandt', proso rózgowate 'Heavy metal', róża – odmiany 'Love letter' i 'Leonardo da Vinci', słonecznik szorstki 'Loraine sunshine' i szałwia omszona – odmiany 'Alba' i 'Marcus'. Występują również tulipany Darwina 'Van Eijk'. Elementy małej architektury oplatają gatunki pnączy: dławisz okrągłolistny, glicynia chińska i wiciokrzew przewiercień. Drzewostan ogrodu tworzą platany klonolistne odmiany 'Tremonia', świerki pospolite i wiśnie piłkowane odmiany 'Kaznan' i 'Amanogawa'. Podczas realizacji parku na jego obszarze nasadzono łącznie 49 nowych drzew.
Rustykalny charakter ogrodu reprezentują w swojej formie także elementy małej architektury. Nawiązujący formą do wiejskiej zagródki plac zabaw dopełnia domek dla dzieci wzorowany na wiejskiej chacie. Na terenie parku znajdują się ponadto pergola, ławki, kosze na śmieci, karmnik dla ptaków, tablice informacyjne i infrastruktura sportowa, m.in.: stół do gry w tenisa stołowego, urządzenia do ćwiczeń i boisko do koszykówki o nawierzchni betonowej. Nawierzchnie alejek w ogrodzie wykonane są głównie z płyt betonowych, miejscami z płyt kamiennych i zrębków drewnianych.

## Galeria

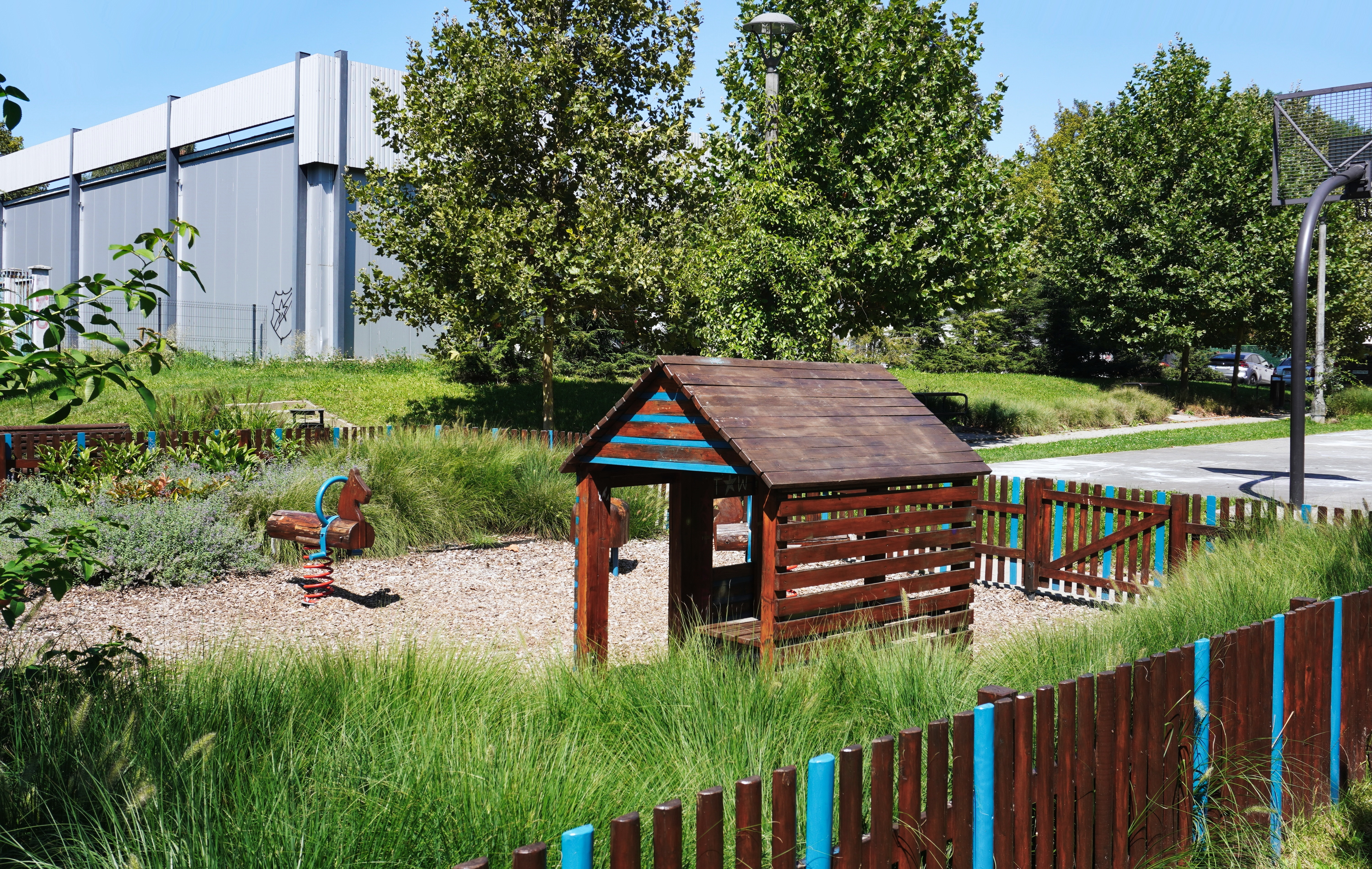
Plac zabaw
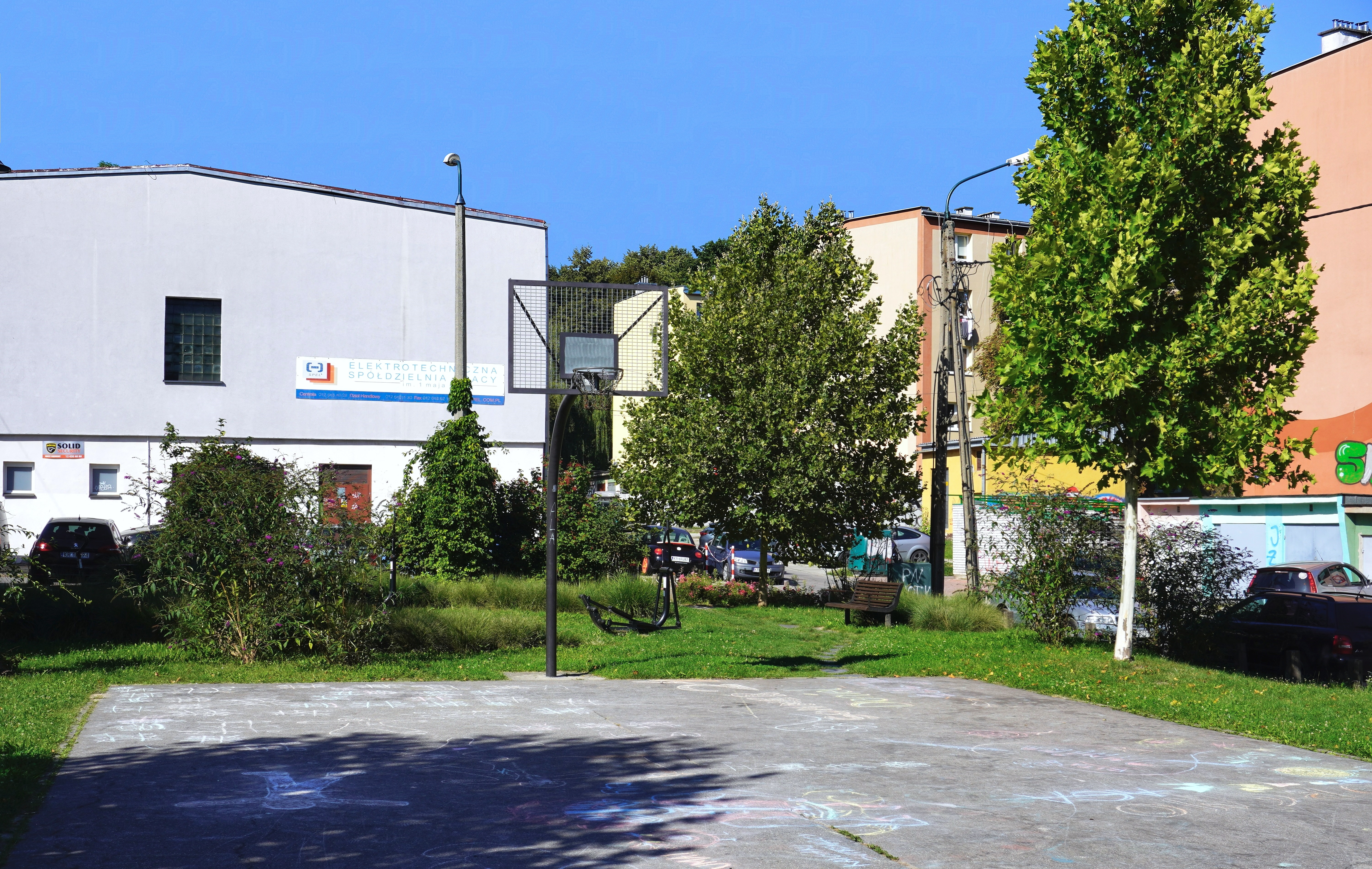
Boisko do koszykówki
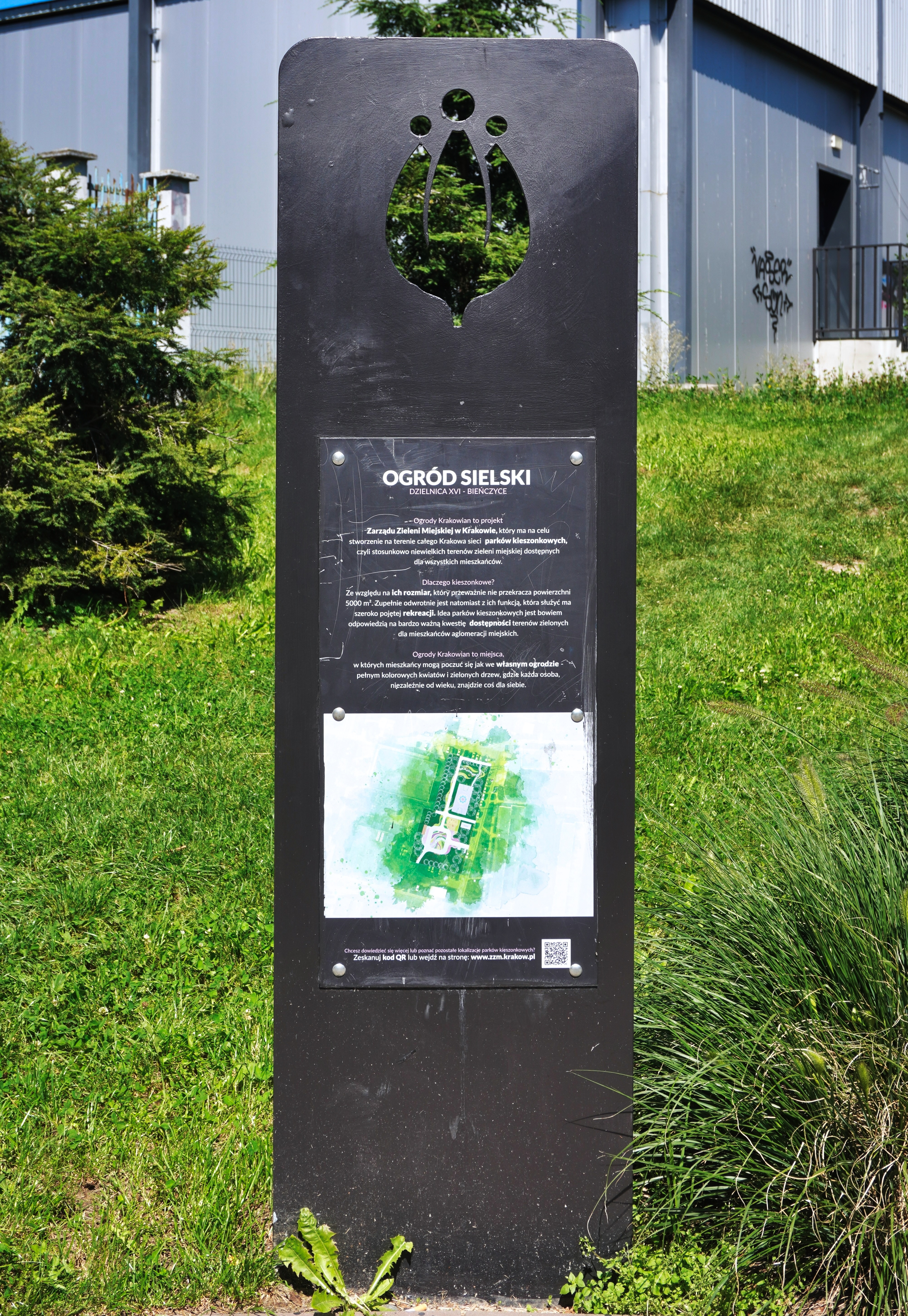
Tablica informacyjna